# Liste des monuments de Marrakech
Ceci est une liste des monuments classés par le ministère de culture marocain aux alentours de Marrakech.
| Identifiant monument                                       | Site       | Monument                                                 | Adresse                                                                     | Date de classement | Décret | Coordonnées                        | Illustration                                             |                       |
| ---------------------------------------------------------- | ---------- | -------------------------------------------------------- | --------------------------------------------------------------------------- | ------------------ | ------ | ---------------------------------- | -------------------------------------------------------- | --------------------- |
| pc_architecture/idpcm:08903F                               | Marrakech  | Mosquée Koutoubia                                        |                                                                             |                    |        | 31° 37′ 27″ nord, 7° 59′ 37″ ouest | Mosquée Koutoubia                                        | Télécharger une image |
| pc_architecture/sanae:390026                               | Marrakech  | Bab Aghmat                                               |                                                                             |                    |        | 31° 37′ 26″ nord, 7° 58′ 28″ ouest | Bab Aghmat                                               | Télécharger une image |
| pc_architecture/sanae:320001                               | Marrakech  | palais El Badi                                           |                                                                             |                    |        | 31° 37′ 06″ nord, 7° 59′ 09″ ouest | palais El Badi                                           | Télécharger une image |
| pc_architecture/sanae:180017                               | Marrakech  | jardin Majorelle                                         |                                                                             |                    |        | 31° 38′ 29″ nord, 8° 00′ 10″ ouest | jardin Majorelle                                         | Télécharger une image |
| pc_architecture/idpcm:BD7F09                               | Marrakech  | mosquée Ben Salah                                        |                                                                             |                    |        | 31° 37′ 47″ nord, 7° 58′ 57″ ouest | mosquée Ben Salah                                        | Télécharger une image |
| pc_architecture/sanae:180002                               | Marrakech  | Jardins de la Ménara                                     |                                                                             |                    |        | 31° 37′ 00″ nord, 8° 01′ 27″ ouest | Jardins de la Ménara                                     | Télécharger une image |
| pc_architecture/sanae:490001                               | Marrakech  | tombeaux saadiens                                        |                                                                             |                    |        | 31° 37′ 02″ nord, 7° 59′ 19″ ouest | tombeaux saadiens                                        | Télécharger une image |
| pc_architecture/sanae:320002                               | Marrakech  | palais El Bahia                                          |                                                                             |                    |        | 31° 37′ 18″ nord, 7° 58′ 56″ ouest | palais El Bahia                                          | Télécharger une image |
| pc_immateriel/igpcm:160C8E et pc_architecture/sanae:360001 | Marrakech  | Jemaa el-Fna                                             |                                                                             |                    |        | 31° 37′ 33″ nord, 7° 59′ 21″ ouest | Jemaa el-Fna                                             | Télécharger une image |
| pc_architecture/sanae:180066                               | Marrakech  | Jardin Arsat Moulay Abdessalam                           |                                                                             |                    |        | 31° 37′ 36″ nord, 7° 59′ 57″ ouest | Jardin Arsat Moulay Abdessalam                           | Télécharger une image |
| pc_architecture/sanae:340018                               | Marrakech  | La Mamounia                                              | Avenue Bab Jdid, Marrakech 40040 et شارع باب الجديد ، المدينة ، مراكش ٤٠٠٤٠ |                    |        | 31° 37′ 15″ nord, 7° 59′ 50″ ouest | La Mamounia                                              | Télécharger une image |
| pc_architecture/sanae:320124                               | Marrakech  | musée Dar Si Said                                        | 8 Rue de la Bahia                                                           |                    |        | 31° 37′ 24″ nord, 7° 59′ 01″ ouest | musée Dar Si Said                                        | Télécharger une image |
| pc_architecture/sanae:180018                               | Marrakech  | jardins de l'Agdal                                       |                                                                             |                    |        | 31° 36′ 22″ nord, 7° 58′ 47″ ouest | jardins de l'Agdal                                       | Télécharger une image |
| pc_architecture/sanae:390028                               | Marrakech  | Bab Agnaou                                               |                                                                             |                    |        | 31° 37′ 03″ nord, 7° 59′ 26″ ouest | Bab Agnaou                                               | Télécharger une image |
| pc_architecture/sanae:390127                               | Marrakech  | Bab Ksiba                                                |                                                                             |                    |        | 31° 36′ 44″ nord, 7° 59′ 21″ ouest | Bab Ksiba                                                | Télécharger une image |
| pc_architecture/sanae:390021                               | Marrakech  | Bab er-Robb                                              |                                                                             |                    |        | 31° 37′ 02″ nord, 7° 59′ 26″ ouest | Bab er-Robb                                              | Télécharger une image |
| pc_architecture/idpcm:2DFE9C                               | Marrakech  | mosquée de la Kasbah                                     | 23, rue de la Kasbah                                                        |                    |        | 31° 37′ 04″ nord, 7° 59′ 20″ ouest | mosquée de la Kasbah                                     | Télécharger une image |
| pc_architecture/idpcm:BFF816                               | Marrakech  | mosquée Ben youssef                                      |                                                                             |                    |        | 31° 37′ 55″ nord, 7° 59′ 14″ ouest | mosquée Ben youssef                                      | Télécharger une image |
| pc_architecture/sanae:320131                               | Marrakech  | Douirat Fasisat (d)                                      |                                                                             |                    |        | à géolocaliser                     | Image manquante Téléverser                               | Télécharger une image |
| pc_architecture/sanae:180022                               | Marrakech  | Jardin du Sultan (d)                                     |                                                                             |                    |        | à géolocaliser                     | Image manquante Téléverser                               | Télécharger une image |
| pc_architecture/sanae:180020                               | Marrakech  | Jardin Arsat Ed-Djaj (d)                                 |                                                                             |                    |        | à géolocaliser                     | Image manquante Téléverser                               | Télécharger une image |
| pc_architecture/sanae:320130                               | Marrakech  | hôpital du Palais Dar el Beida (d)                       |                                                                             |                    |        | 31° 36′ 13″ nord, 7° 58′ 53″ ouest | Image manquante Téléverser                               | Télécharger une image |
| pc_architecture/sanae:410034                               | Marrakech  | Enceinte de l'Agdal de Marrakech (d)                     |                                                                             |                    |        | 31° 35′ 36″ nord, 7° 59′ 48″ ouest | Image manquante Téléverser                               | Télécharger une image |
| pc_architecture/idpcm:BCDF3                                | Marrakech  | Bab Ahmer (d)                                            |                                                                             |                    |        | 31° 36′ 53″ nord, 7° 58′ 35″ ouest | Bab Ahmer (d)                                            | Télécharger une image |
| pc_architecture/sanae:390022                               | Marrakech  | Bab Doukkala                                             |                                                                             |                    |        | 31° 38′ 03″ nord, 7° 59′ 56″ ouest | Bab Doukkala                                             | Télécharger une image |
| pc_architecture/sanae:390024                               | Marrakech  | Bab Debbagh                                              |                                                                             |                    |        | 31° 38′ 03″ nord, 7° 58′ 45″ ouest | Bab Debbagh                                              | Télécharger une image |
| pc_architecture/sanae:390023                               | Marrakech  | Bab El Khemis                                            |                                                                             |                    |        | 31° 38′ 29″ nord, 7° 59′ 07″ ouest | Bab El Khemis                                            | Télécharger une image |
| pc_architecture/idpcm:CB5EB                                | Marrakech  | Bab Laarissa (d)                                         |                                                                             |                    |        | 31° 37′ 47″ nord, 7° 59′ 59″ ouest | Bab Laarissa (d)                                         | Télécharger une image |
| pc_architecture/sanae:040002                               | Marrakech  | Bassin Dar El Hana (d)                                   |                                                                             |                    |        | 31° 35′ 35″ nord, 7° 58′ 37″ ouest | Image manquante Téléverser                               | Télécharger une image |
| pc_architecture/sanae:040004                               | Marrakech  | Bassin El Gharsiya (d)                                   |                                                                             |                    |        | 31° 35′ 39″ nord, 7° 58′ 20″ ouest | Image manquante Téléverser                               | Télécharger une image |
| pc_architecture/sanae:040003                               | Marrakech  | Bassin La Menara (d)                                     |                                                                             |                    |        | 31° 36′ 48″ nord, 8° 01′ 18″ ouest | Bassin La Menara (d)                                     | Télécharger une image |
| pc_architecture/sanae:120002                               | Marrakech  | Fontaine Bab Doukkala (d)                                |                                                                             |                    |        | 31° 38′ 03″ nord, 7° 59′ 56″ ouest | Image manquante Téléverser                               | Télécharger une image |
| pc_architecture/sanae:120003                               | Marrakech  | Fontaine chrob ou chouf                                  |                                                                             |                    |        | 31° 38′ 01″ nord, 7° 59′ 16″ ouest | Fontaine chrob ou chouf                                  | Télécharger une image |
| pc_architecture/sanae:120001                               | Marrakech  | Fontaine Mouassine                                       |                                                                             |                    |        | 31° 37′ 48″ nord, 7° 59′ 21″ ouest | Fontaine Mouassine                                       | Télécharger une image |
| pc_architecture/sanae:180019                               | Marrakech  | Jardin de la Mamounia (d)                                |                                                                             |                    |        | 31° 37′ 11″ nord, 7° 59′ 48″ ouest | Jardin de la Mamounia (d)                                | Télécharger une image |
| pc_architecture/sanae:180071                               | Marrakech  | Jardin de la Koutoubia (d)                               |                                                                             |                    |        | 31° 37′ 23″ nord, 7° 59′ 42″ ouest | Jardin de la Koutoubia (d)                               | Télécharger une image |
| pc_architecture/sanae:270020                               | Marrakech  | Médersa Ben Salah (d)                                    |                                                                             |                    |        | à géolocaliser                     | Image manquante Téléverser                               | Télécharger une image |
| pc_architecture/idpcm:252694                               | Marrakech  | Mausolée Sidi Youssef Ben Ali (d)                        |                                                                             |                    |        | à géolocaliser                     | Image manquante Téléverser                               | Télécharger une image |
| pc_architecture/sanae:390025                               | Marrakech  | Bab Aylan (d)                                            |                                                                             |                    |        | 31° 37′ 48″ nord, 7° 58′ 25″ ouest | Bab Aylan (d)                                            | Télécharger une image |
| pc_architecture/idpcm:0CA6C                                | Marrakech  | mosquée Bab Doukkala                                     |                                                                             |                    |        | 31° 37′ 54″ nord, 7° 59′ 45″ ouest | mosquée Bab Doukkala                                     | Télécharger une image |
| pc_architecture/sanae:280004                               | Marrakech  | Médina de Marrakech                                      |                                                                             |                    |        | 31° 37′ 53″ nord, 7° 59′ 12″ ouest | Médina de Marrakech                                      | Télécharger une image |
| pc_architecture/sanae:010050                               | Amizmiz    | Agadir Anzili (d)                                        |                                                                             |                    |        | à géolocaliser                     | Image manquante Téléverser                               | Télécharger une image |
| pc_architecture/sanae:330001                               | Marrakech  | Palmeraie de Marrakech                                   |                                                                             |                    |        | 31° 41′ 10″ nord, 7° 57′ 44″ ouest | Palmeraie de Marrakech                                   | Télécharger une image |
| pc_architecture/sanae:520004                               | Al Haouz   | Tahannaout                                               |                                                                             |                    |        | 31° 21′ 05″ nord, 7° 57′ 03″ ouest | Tahannaout                                               | Télécharger une image |
| pc_architecture/sanae:520005                               | Oukaïmden  | Timichi (d)                                              |                                                                             |                    |        | 31° 11′ 37″ nord, 7° 46′ 07″ ouest | Image manquante Téléverser                               | Télécharger une image |
| pc_architecture/sanae:020001                               | Marrakech  | Agdal de Marrakech (d)                                   |                                                                             |                    |        | 31° 35′ 22″ nord, 7° 59′ 50″ ouest | Image manquante Téléverser                               | Télécharger une image |
| pc_architecture/sanae:520006                               | Marrakech  | Asni (d)                                                 |                                                                             |                    |        | 31° 14′ 32″ nord, 7° 59′ 08″ ouest | Image manquante Téléverser                               | Télécharger une image |
| pc_architecture/sanae:290007                               | Tinmel     | grande mosquée de Tinmel                                 |                                                                             |                    |        | 30° 59′ 05″ nord, 8° 13′ 42″ ouest | grande mosquée de Tinmel                                 | Télécharger une image |
| pc_architecture/sanae:410051                               | Tinmel     | Les restes du mur d'enceinte de vieille ville Tinmel (d) |                                                                             |                    |        | 30° 59′ 05″ nord, 8° 13′ 41″ ouest | Les restes du mur d'enceinte de vieille ville Tinmel (d) | Télécharger une image |
| pc_architecture/sanae:190071                               | Asni       | Kechla Aoukechtin (d)                                    |                                                                             |                    |        | 31° 14′ 35″ nord, 7° 58′ 53″ ouest | Image manquante Téléverser                               | Télécharger une image |
|                                                            | Ourika     | Ourika                                                   |                                                                             |                    |        | 31° 24′ 00″ nord, 7° 47′ 00″ ouest | Ourika                                                   | Télécharger une image |
| pc_architecture/sanae:380002                               | Amizmiz    | pont Oued N'fis (d)                                      |                                                                             |                    |        | 31° 34′ 50″ nord, 8° 11′ 56″ ouest | Image manquante Téléverser                               | Télécharger une image |
| pc_architecture/sanae:070006                               | Tinmel     | Ruines de la Kechla d'Aoukechtim (d)                     |                                                                             |                    |        | 30° 58′ 57″ nord, 8° 13′ 50″ ouest | Image manquante Téléverser                               | Télécharger une image |
| pc_architecture/sanae:460003                               | Tahannaout | Taohdirt (d)                                             |                                                                             |                    |        | 31° 21′ 12″ nord, 7° 56′ 59″ ouest | Image manquante Téléverser                               | Télécharger une image |